# ایستگاه اوکانر
ایستگاه اوکانر (انگلیسی: O'Connor stop) یک ایستگاه قطار سبک شهری در حال ساخت در خط ۵ اگلینتون، بخشی از سیستم متروی تورنتو است.